# Stănești, Giurgiu
Stănești là một xã thuộc hạt Giurgiu, România. Dân số thời điểm năm 2002 là 3279 người.